# New Alluwe
New Alluwe – miasto w Stanach Zjednoczonych, w stanie Oklahoma, w hrabstwie Nowata.